# Vrouwenmarathon van Tokio 1988
De Vrouwenmarathon van Tokio 1988 werd gelopen op zondag 20 november 1988. Het was de 10e editie van de Tokyo International Women's Marathon. Aan deze wedstrijd mochten alleen vrouwelijke eliteloopsters deelnemen. De Portugese Aurora Cunha kwam als eerste over de streep in 2:31.26.

## Uitslagen
| rang   | naam             | land | tijd    |
| ------ | ---------------- | ---- | ------- |
| Goud   | Aurora Cunha     | POR  | 2:31.26 |
| Zilver | Uta Pippig       | GER  | 2:32.20 |
| Brons  | Maria Rebelo     | FRA  | 2:32.53 |
| 4      | Zoya Ivanova     | URS  | 2:33.26 |
| 5      | Qing-mei Chen    | CHN  | 2:34.35 |
| 6      | Marguerite Buist | NZL  | 2:34.41 |
| 7      | Irina Bogacheva  | URS  | 2:35.45 |
| 8      | Annette Fincke   | GER  | 2:36.01 |
| 9      | Rosemary Ellis   | ENG  | 2:39.53 |
| 10     | Young-Ok Ahn     | KOR  | 2:40.37 |
| 11     | Janice Ettle     | USA  | 2:41.28 |
| 12     | Kayoko Narutomi  | JPN  | 2:43.36 |
| 13     | Masako Matsumura | JPN  | 2:47.47 |
| 14     | Li-Hua Xie       | CHN  | 2:48.04 |
| 15     | Mitsui Hoshi     | JPN  | 2:50.38 |
| 16     | Minoru Muramoto  | JPN  | 2:51.22 |
| 17     | Tomoko Suzuki    | JPN  | 2:53.21 |

Tokyo International Marathon (alleen mannen)

1981 · 1982 · 1983 · 1984 · 1985 · 1986 · 1987 · 1988 · 1989 · 1990 · 1991 · 1992 · 1993 · 1994 · 1995 · 1996 · 1997 · 1998 · 1999 · 2000 · 2001 · 2002 · 2003 · 2004 · 2005 · 2006

Tokyo International Women's Marathon (alleen vrouwen)

1979 · 1980 · 1981 · 1982 · 1983 · 1984 · 1985 · 1986 · 1987 · 1988 · 1989 · 1990 · 1991 · 1992 · 1993 · 1994 · 1995 · 1996 · 1997 · 1998 · 1999 · 2000 · 2001 · 2002 · 2003 · 2004 · 2005 · 2006 · 2007 · 2008

Tokyo Marathon (beide)

2007 · 2008 · 2009 · 2010 · 2011 · 2012 · 2013 · 2014 · 2015 · 2016 · 2017 · 2018 · 2019 · 2020 · 2021 · 2022 · 2023 · 2024